# Världens lägsta platser
Världens lägsta platser i översikt.

Världen

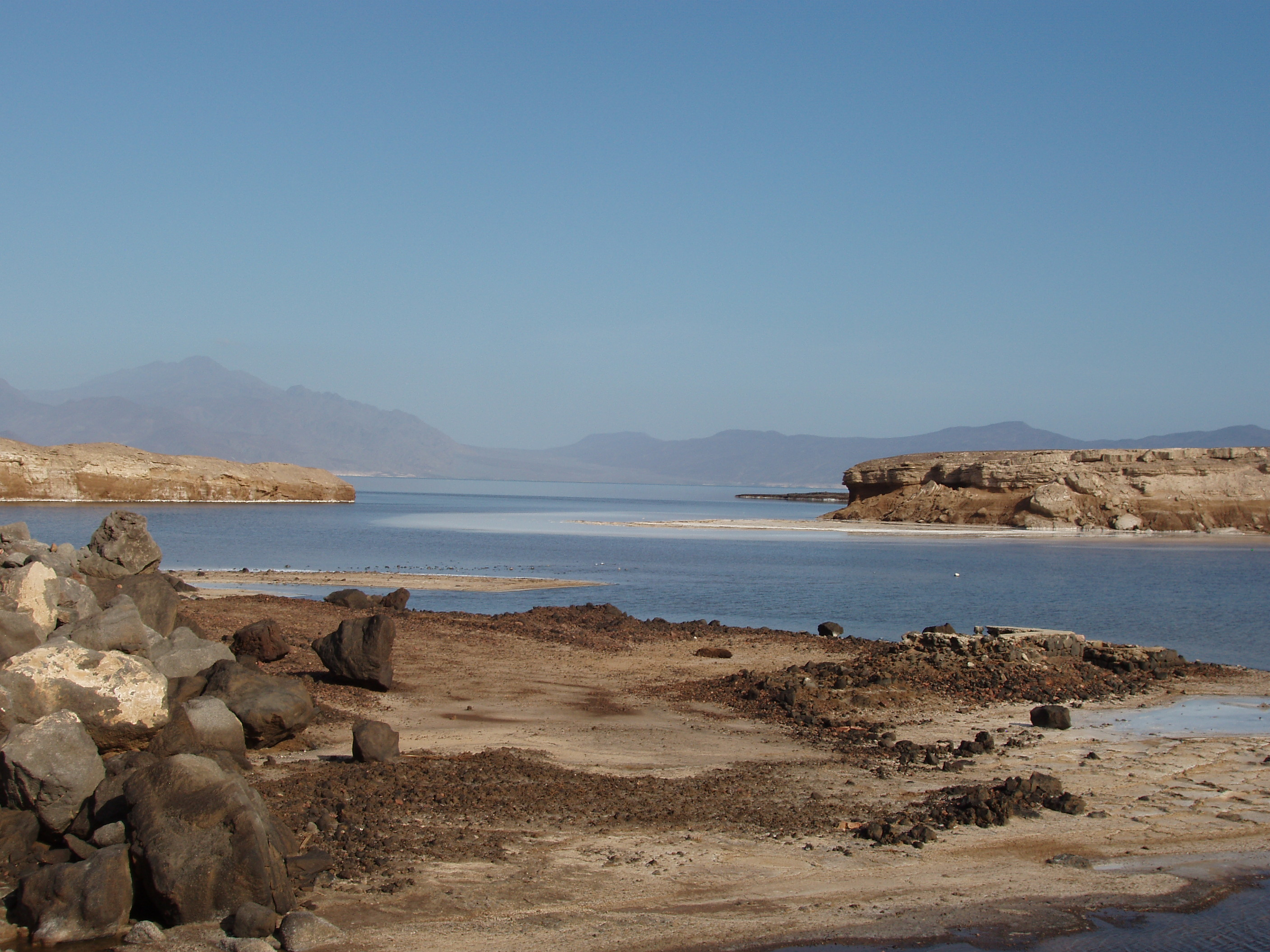
Assalsjön

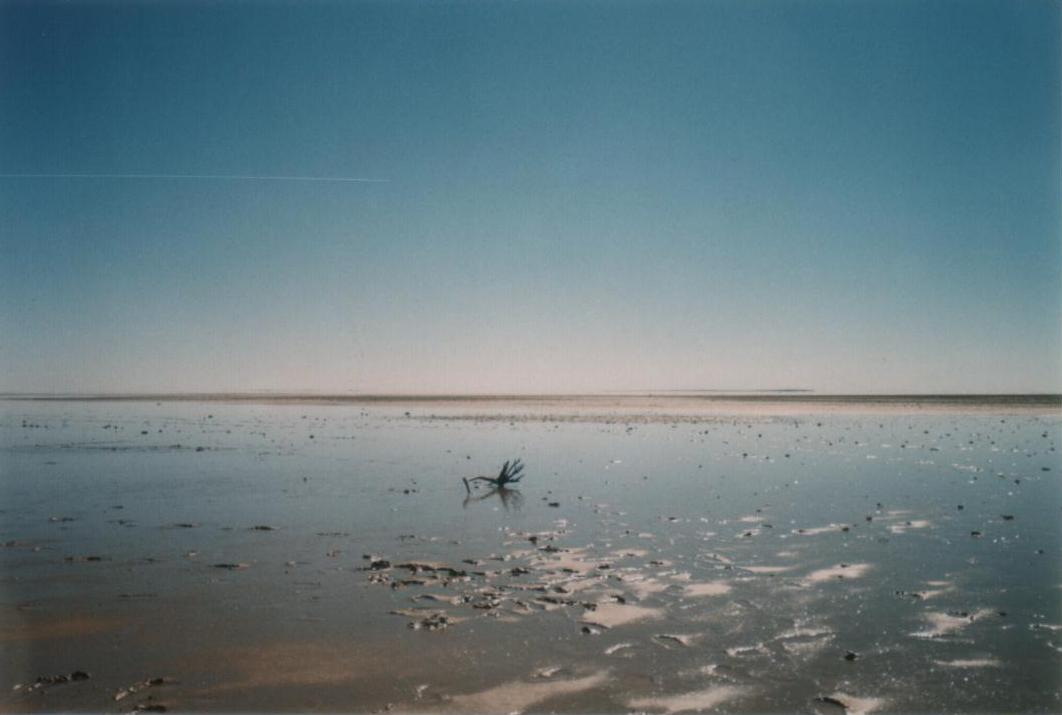
Eyresjön

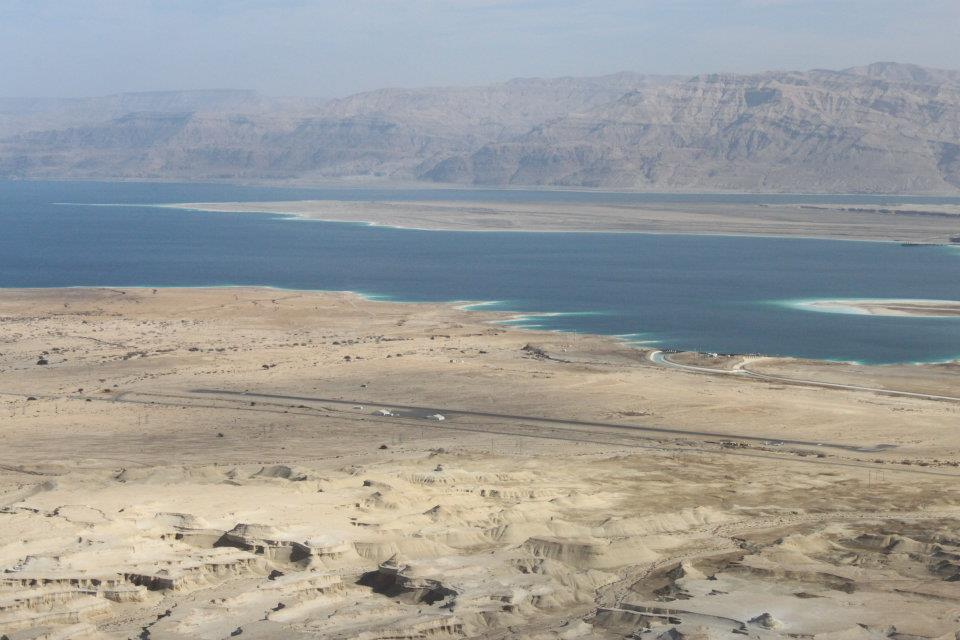
Döda havet

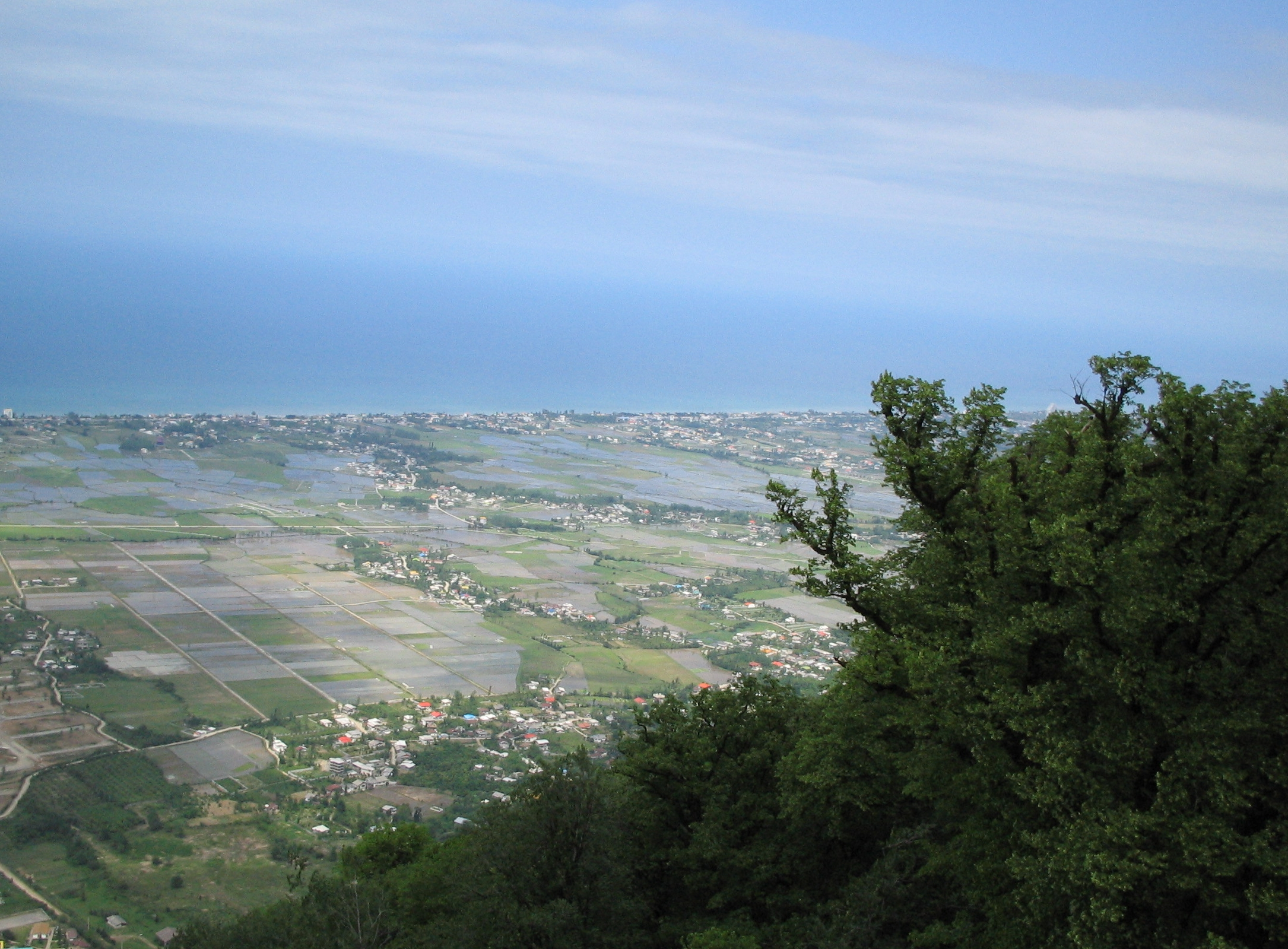
Kaspiska havet

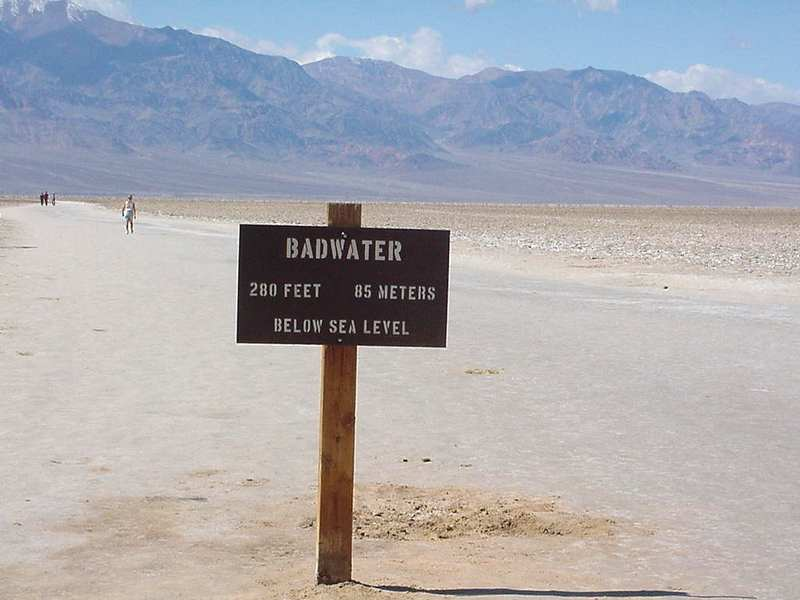
Badwater

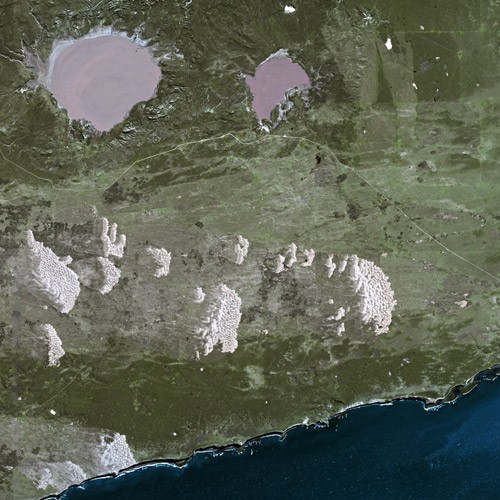
Salinas Grandes

Här finns den lägsta naturliga platsen på land för varje kontinent och Arktis, konstgjorda platser är ej inräknade. m u.h. = Meter under havsytan

## Världen
lägsta punkt till djupet på land:
- Bentleys subglaciärgravs botten (under is), 2 555 m u.h.
- Bajkalsjöns botten, 1 190 m u.h
- Döda havets botten, 750 m u.h.

lägsta plats störst till ytan:
- Kaspiska sänkan, cirka 200 000 km²

lägsta punkt till djupet till havs:
- Challengerdjupets botten, 10 916 m u.h
- Tongagravens botten (Horizon Deep), 10 890 m u.h
- Sirena Deeps botten (Horizon Deep), 10 732 m u.h

## Afrika
- Assalsjön, 155 m u.h., regionen Tadjourah, Djibouti, koordinater 11°39′06″N 42°25′17″Ö / 11.65167°N 42.42139°Ö

- Qattarasänkan, 133 m u.h., guvernement Mersa Matruh, Egypten, koordinater 29°30′0″N 27°30′0″Ö / 29.50000°N 27.50000°Ö

- Danakilsänkan, 125 m u.h., regionen Afar, Etiopien, koordinater 14°14′30″N 40°18′0″Ö / 14.24167°N 40.30000°Ö

## Antarktis
på land:
- Deep Lake, 51 m u.h., Vestfold Hills, region Princess Elizabeth Land, koordinater 68°33′35.6″S 78°11′44.9″Ö / 68.559889°S 78.195806°Ö

under is:
- Bentleys subglaciärgrav, 2 555 m u.h., region Marie Byrd land, koordinater 80°00′S 115°00′V / 80.000°S 115.000°V

## Arktis
djupaste havsbotten då Arktis saknar landmassa
- Litkedjupet, 5 450 m,u.h., Eurasiska sänkan, Norra ishavet, koordinater 82°24′00″N 19°31′00″Ö / 82.40000°N 19.51667°Ö

## Asien
- Döda havet, 413 m u.h., mellan Israel, Jordanien och Syrien, koordinater 31°30′0″N 35°30′0″Ö / 31.50000°N 35.50000°Ö

- Neot HaKikar, 345 m u.h., Södra distriktet, Israel, koordinater 30°55′59″N 35°22′36″Ö / 30.93306°N 35.37667°Ö

- Jeriko, 258 m u.h., Västbanken, koordinater 31°51′20″N 35°27′44″Ö / 31.85556°N 35.46222°Ö

## Australien
- Eyresjön, 16 m u.h., delstaten South Australia, Australien, koordinater 28°29′25″S 137°15′37″Ö / 28.49028°S 137.26028°Ö

## Europa
- Kaspiska havet, 28 m u.h., mellan Azerbajdzjan, Iran, Kazakstan, Ryssland och Turkmenistan, koordinater 41°16′09″N 51°11′46″Ö / 41.26917°N 51.19611°Ö

- Baku, 28 m u.h., Azerbajdzjan, koordinater 40°23′43″N 49°52′56″Ö / 40.39528°N 49.88222°Ö

- Atyraws flygplats, 22 m u.h., provins Atyraw, Kazakstan, koordinater 47°07′19″N 51°49′17″Ö / 47.12194°N 51.82139°Ö

## Nordamerika
- Badwater, 86 m u.h., Death Valley nationalpark, USA, koordinater 36°15′01″N 116°49′33″V / 36.25028°N 116.82583°V

- Salton Sea, 69 m u.h., område Imperial County, USA, koordinater 33°18′49″N 115°49′0″V / 33.31361°N 115.81667°V

- Lago Enriquillo, 46 m u.h., mellan provinserna Baoruco och Independencia, Dominikanska republiken, koordinater 18°31′19″N 71°41′13″V / 18.52194°N 71.68694°V

## Sydamerika
- Laguna del Carbón, 105 m u.h., provinsen Santa Cruz, Argentina, koordinater 49°35′20″S 68°20′08″V / 49.58889°S 68.33556°V

- Salinas Grandes, 42 m u.h., provinsen Chubut, Argentina, koordinater 42°38′14″S 63°58′19″V / 42.63722°S 63.97194°V

- Depresión de Sechura, 34 m u.h., provinsen Piura, Peru, koordinater 06°04′48″S 80°47′53″V / 6.08000°S 80.79806°V